# شاي تركي

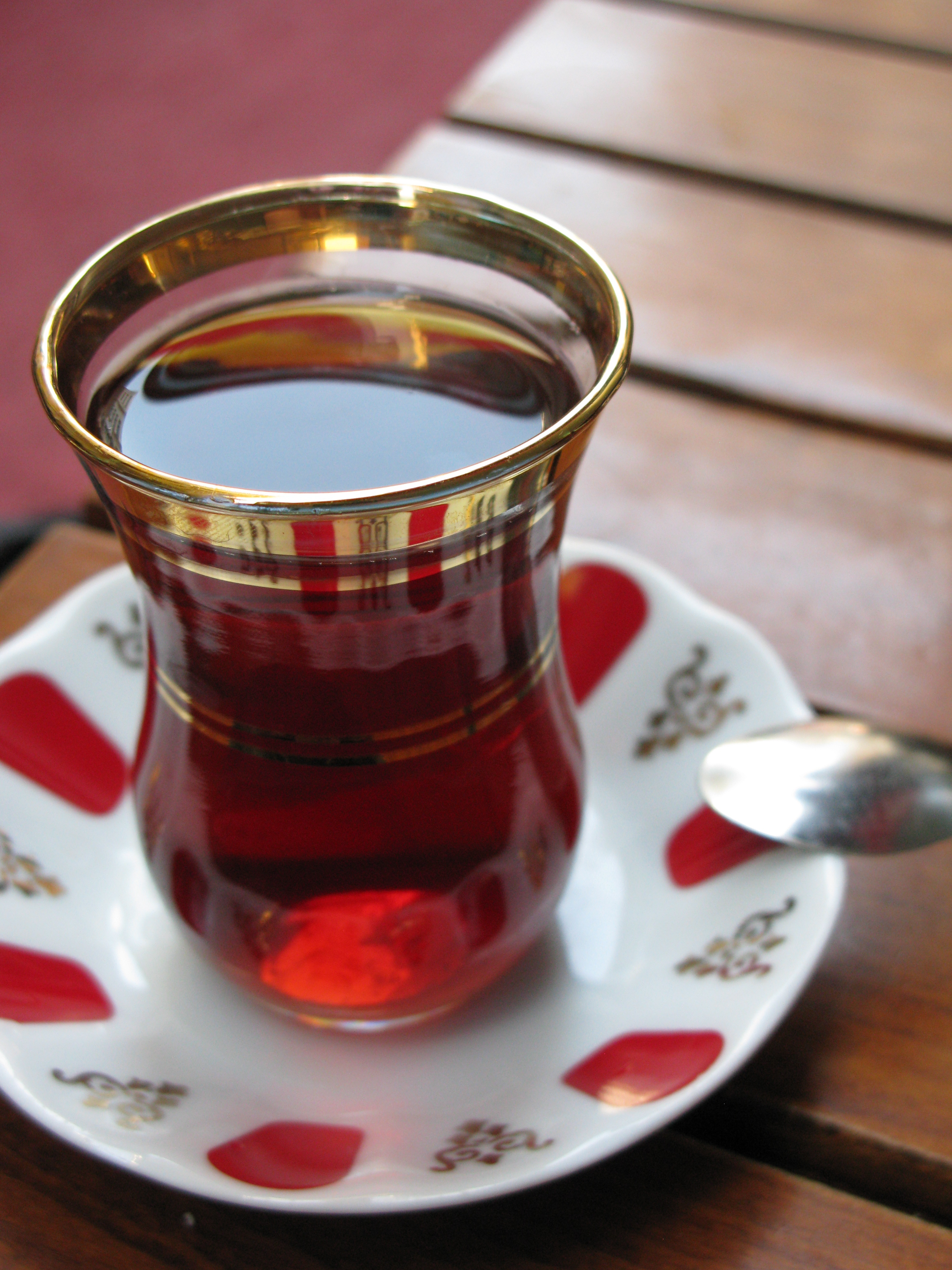
عادة ما يقدم الشاي التركي في أكواب زجاجية ذات "خصر رفيع" وطبق خاص.

الشاي التركي هو طريقة طهي وتقديم للشاي خاصة بالأتراك. في هذه الطريقة، يصنع الشاي باستعمال قطعتين من إبريق الشاي. وينتج الشاي الأسود وهو نوع من أنواع الشاي في تركيا، وينمو على السواحل الشرقية للبحر الأسود. ويسمى هذا النوع من الشاي بين الناس بالشاي التركي.
تقليديا، يطهى الشاي التركي في أوانٍ مصنوعة لعمل الشاي تسمى أباريق الشاي. ويوضع الماء في الإناء الكبير (إبريق الشاي)، أما الإناء الآخر فيوضع فيهِ الشاي. ونحصل على شاي قوي بسكب الماء المغلي فوق مسحوق الشاي. إذا تمت إضافة المزيد من الماء، نحصل على شاي خفيف، إذا كان أقل، يكون الشاي ثقيلا داكنا. أثناء التقديم، يوضع الشراب أولًا ثم يوضع الماء في أكواب زجاجية صغيرة تسمى أكواب الشاي ويضاف السكر أخيرًا.
عادة ما يُزرع الشاي في تركيا على حدود البحر الأسود الشرقية وفي مقاطعة ريزا. بادئ ذي بدء، أحضر كلاً من Zihni Derin ، وهو مهندس زراعي من موغلا، والمحامي Hulûsi Karadeniz من ريزا، أول شتلات شاي من روسيا في عقد العشرينيات من القرن الماضي.
في عام 2004 أصبحت تركيا واحدة من أكبر أسواق الشاي في العالم بإنتاج 205.500 طن من الشاي (6.4٪ من إجمالي إنتاج الشاي في العالم) بالإضافة إلى ذلك، في عام 2004 أصبحت تركيا الأولى في العالم باستهلاكها الشاي بمعدل 2,5 كيلوغرام لكل فرد، تبعتها إنجلترا بمعدل 2,1 كيلوغرام لكل فرد.

## المعرض

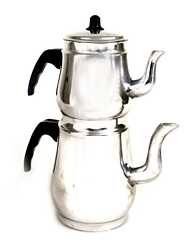
إبريق شاي من الألومنيوم
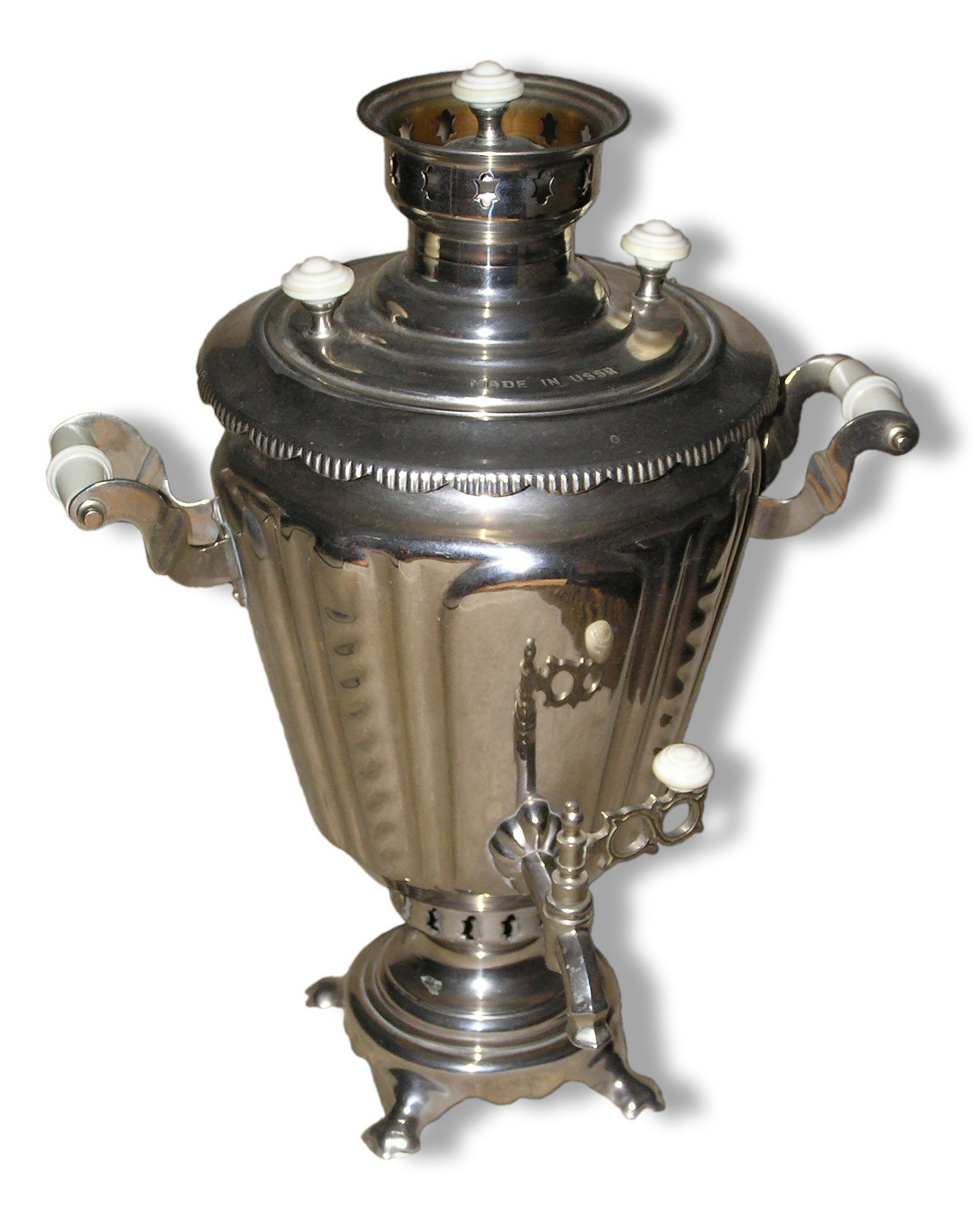
ساموفار
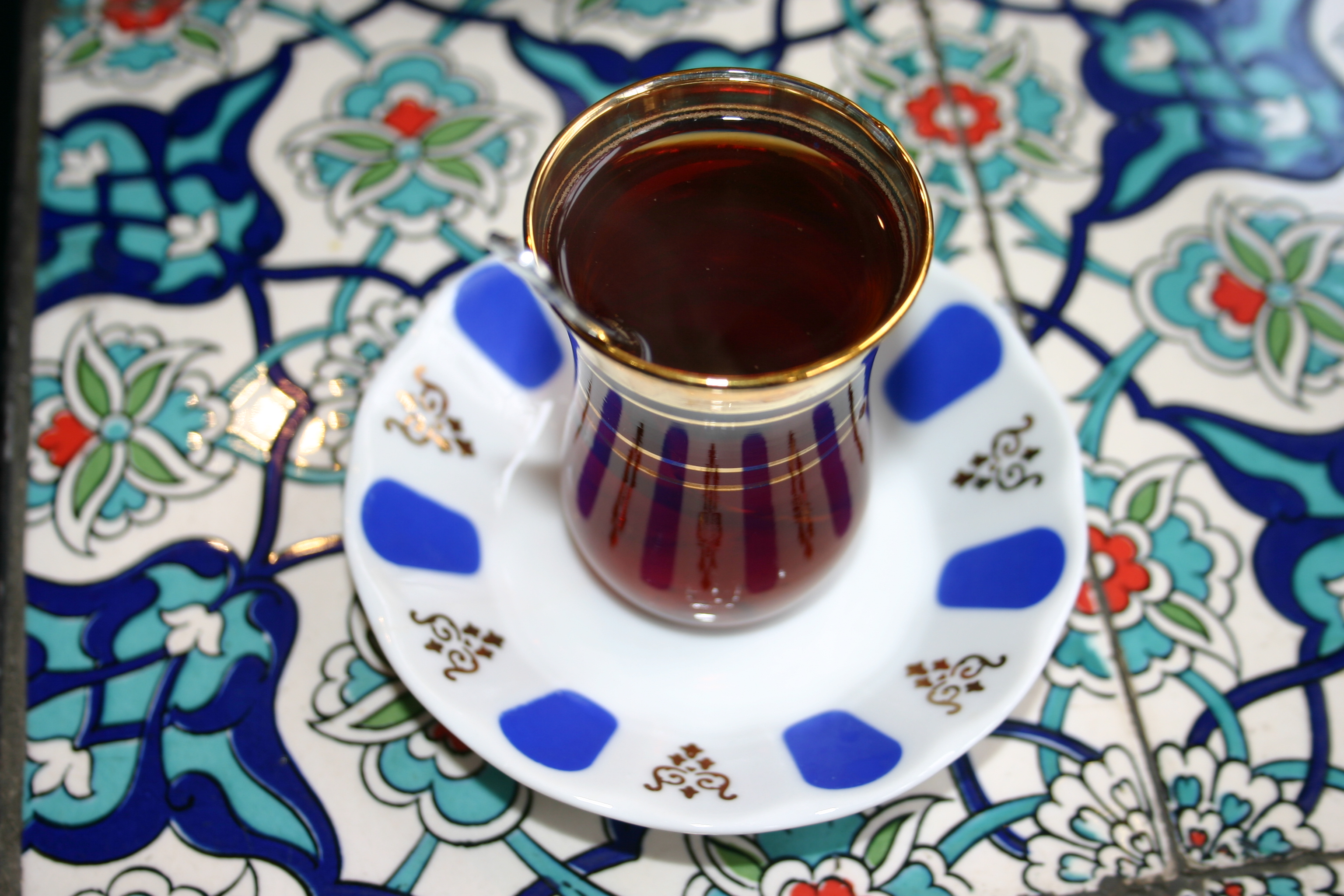
شاي تركي في كأس رفيع مخصر
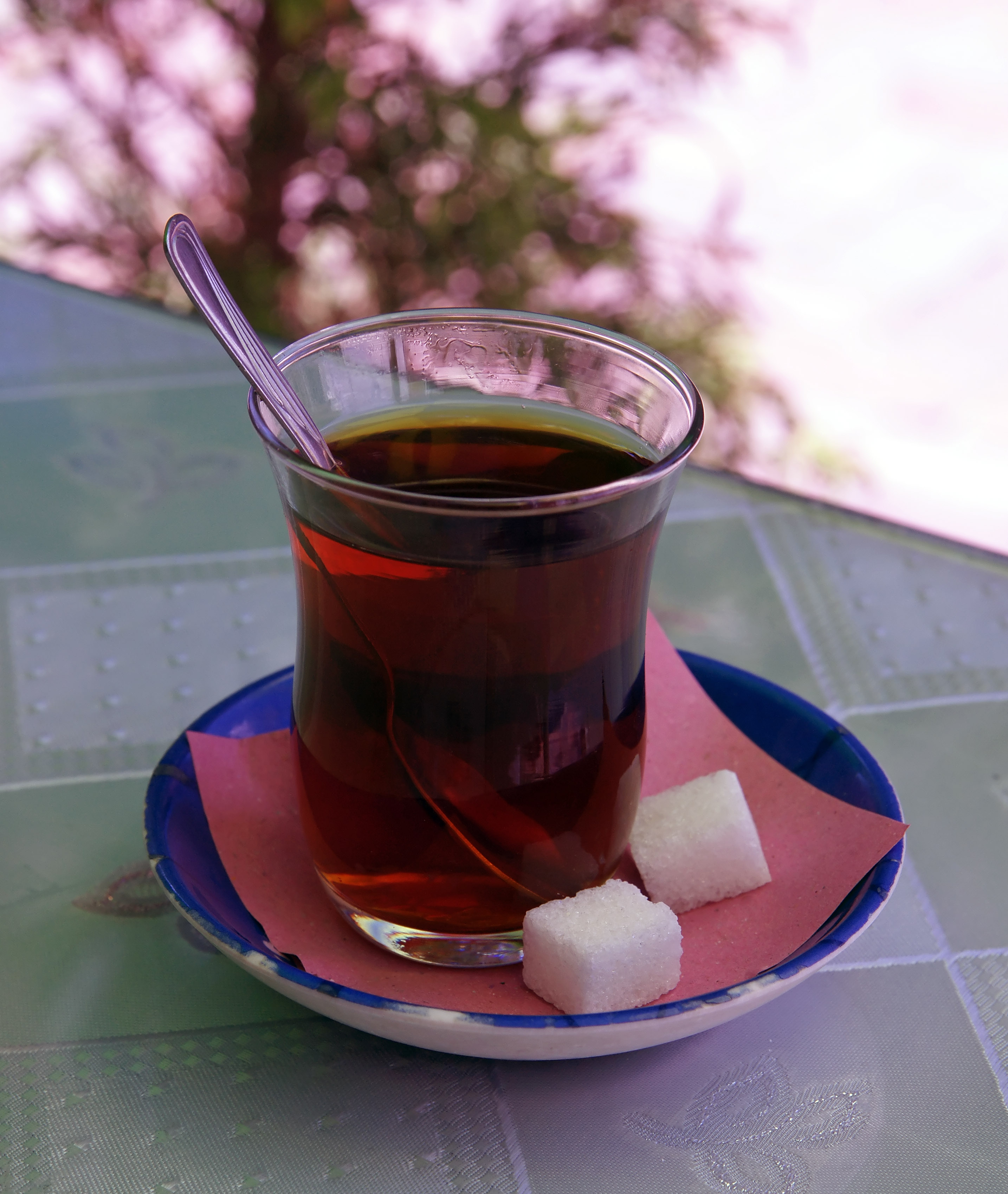
شاي تركي في كأس رفيع مخصر
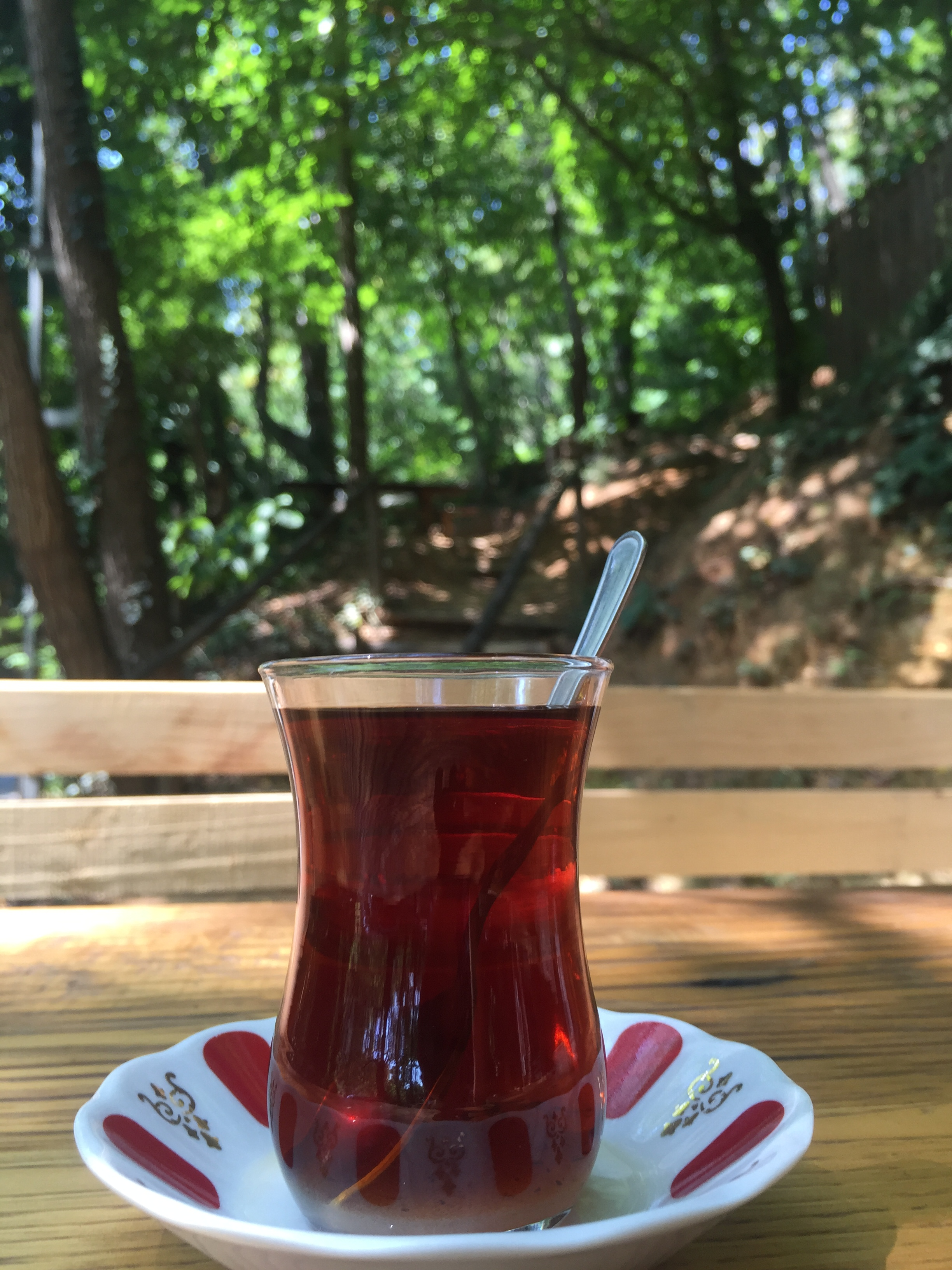
شاي تركي في كأس رفيع مخصر

## روابط خارجية
- ثقافة الشاي التركية - كاثرين برانينج (فيديو عن ثقافة الشاي التركية)